# الویس دپرسدلی
الویس دپرسدلی (به انگلیسی: Elvis Depressedly) نام پروژهٔ پاپ تجربی آمریکایی مستقر در اشویل، کارولینای شمالی می‌باشد. اعضای این گروه را خوانندهٔ اصلی قبلی کوما سینما متیو لی کوتران و همکاران گوناگونی شکل می‌دهند.